# Haanstraat

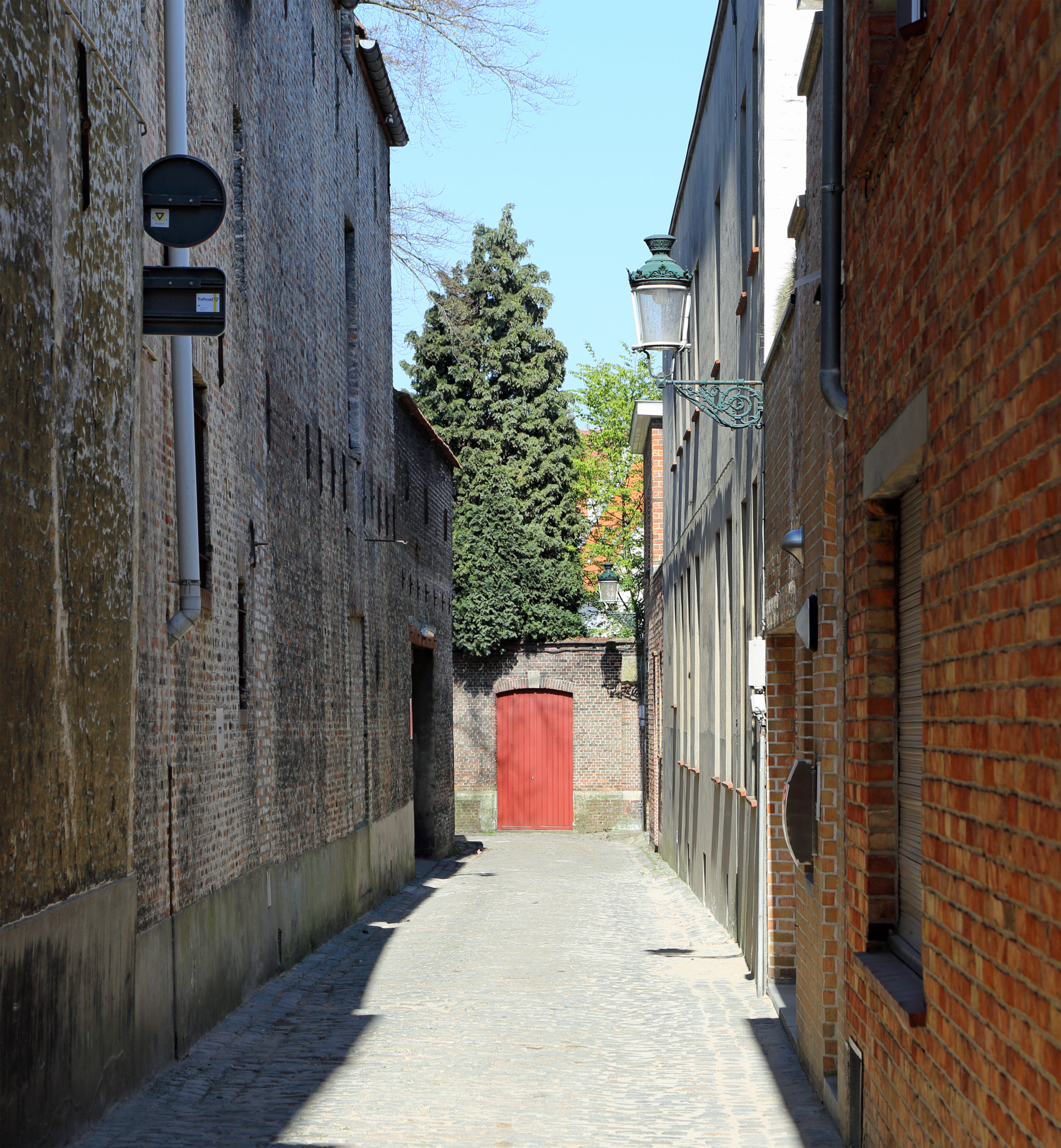
De Haanstraat, gezien vanuit de Noordzandstraat

De Haanstraat is een steeg in het hart van Brugge.

## Beschrijving
Op de hoek van de Noordzandstraat en een klein straatje stond het huis en de brouwerij 'De Haan', die aan dit straatje zijn naam gaven. Documenten hierover:
- 1392 (stadsrekening): straetken dat stont neffens den Hane.
- 1601: in het Hanestraetkin bachten den huuse ende brauwerie die was ghenaemt 't Haentken, staende in de Noordzandstrate.

Van de 14de tot de 16de eeuw sprak men ook van het Witte Contstraetkin, een naam die er op wijst dat zich daar een bordeel bevond. Het straatje lag op een paar honderd meter van het Prinsenhof, dat klanten bezorgde voor de bordelen in de Moerstraat en aanpalende straatjes.
De steeg loopt in winkelhaak van de Noordzandstraat naar de Wulfhagestraat.